# Reichenau (eiland)
Reichenau is een kloostereiland in Duitsland, gelegen in het Bodenmeer. De gelijknamige gemeente behoort tot Baden-Württemberg, het eiland telt ongeveer 5.000 inwoners.

## De abdij
De benedictijner Abdij van Reichenau, gesticht in 724 door de heilige Pirmin, is opgeheven in de 18e eeuw. De abdij is beroemd geworden om de Karolingische miniatuurkunst, de wetenschap en om een befaamd handschrift met tal van Romaanse woorden (7e eeuw) in de bijbehorende bibliotheek.

## De abdijkerken
Elk van de drie dorpen die zich op het eiland bevinden, bezit een middeleeuwse abdijkerk.
De dorpen met hun kerkjes zijn:
- Ünterzell met de 9e-eeuwse Sint-Joriskerk
- Niederzell met de 10e-eeuwse Sint-Petrus en Pauluskerk
- Mittenzell met de 11e-eeuwse abdijkerk, het Marienmünster

Sinds 2000 staat het eiland Reichenau op de werelderfgoedlijst van de UNESCO.

## Overig
Veel inwoners van Reichenau leven van de tuinbouw (met name bloementeelt, zowel onder glas als in de volle grond).